# Revision (Bibliothekswesen)
Eine Revision in einer Bibliothek dient der Überprüfung (Inventur) des tatsächlichen Bibliotheksbestandes. Die Revision gehört zu den Aufgaben der Bibliotheksverwaltung. Im Rahmen der Revision können Verluste und Schäden festgestellt und die Aufstellung in Magazin, Freihandbereich und Lesesälen überprüft und verändert werden.
Durch eine Revision können beschädigte und gefährdete Medien erkannt und nötige Maßnahmen (prophylaktische oder therapeutische) eingeleitet werden. Zur Revision werden das Zugangsverzeichnis der Medien und der Standortkatalog oder die Signaturendatei benötigt. Dort werden die Ergebnisse (Verlust, beschädigt, vermisst oder der Benutzung zu entheben) eingetragen.

## Arten der Revision
Bei der Revision gibt es wie bei anderen Formen der Inventur drei Arten: Gesamtrevision, Teilrevision und laufende Revision. Alle Arten der Revision sind sehr organisations- und kostenintensiv, aber die zuverlässigste Methode zur Feststellung des aktuellen Bibliothekbestandes.

### Gesamtrevision
Bei der Gesamtrevision wird der gesamte Bestand einer Bibliothek revidiert. Dabei werden zunächst alle entliehenen oder außer Haus befindlichen Medien zurückgefordert („Büchersturz“, abgeleitet von „Kassensturz“). Dieser Rücklauf wird abgewartet,  bevor mit der Revision begonnen wird. So wird sichergestellt, dass der gesamte Bestand vor Ort ist. In diesem Zeitraum der Revision wird die Bibliothek in der Regel geschlossen oder sie wird außerhalb der Öffnungszeiten durchgeführt.
Fehlende Exemplare werden gekennzeichnet, ggfs. nochmalig im Katalog überprüft und erhalten schließlich den Status „vermisst“.

### Teilrevision
Hier erfolgt die Revision zeitlich begrenzt auf ausgewählte Bestandsgruppen oder Standortbereiche der Bibliothek.

### Laufende Revision
Die laufende Revision ist im Gegensatz zur Gesamt-/ und Teilrevision eine tätigkeitsbegleitende Maßnahme, die während der Bestandsbereitstellung oder laufenden Ordnungsmaßnahmen erfolgt. Durchgeführt werden sollte diese in regelmäßigen Abständen in Fachgebieten, die besonders diebstahlgefährdet sind (juristische/medizinische Publikationen, CDs, DVDs).

### Revision mithilfe von RFID-Technologie
Bei der Revision wird am Regal ein mobiles RFID-Handlesegerät entlanggeführt, das die dort befindlichen Medien registriert. Durch einen zeitverzögerten oder zeitgleichen Abgleich mit der Bibliotheksdatenbank kann festgestellt werden, welche Medien fehlen, falsch eingestellt sind oder nicht korrekt zurückgebucht wurden. Da die Medien nicht aus dem Regal genommen werden müssen, kann dabei keine Zustandskontrolle der Medien erfolgen. Problematisch bei der Revision sind dünne, dicht beieinanderstehende Bücher wie z. B. Noten, da in diesem Fall nicht alle RFID-Etiketten einwandfrei gelesen werden. Stehen die Bücher in Metallregalen, verhindert das Metall ein korrektes Lesen. Technisch ist diese Methode allerdings noch nicht ausgereift genug, um flächendeckend in allen Bibliotheken verwendet zu werden.